# Cesare Baglioni
Cesare Baglioni (ur. ok. 1550 w Cremonie, zm. w 1615 w Parmie) – włoski malarz renesansowy, aktywny w Parmie i w Rzymie. Kształcił się pod kierunkiem swojego ojca, później został renomowanym malarzem kwadratur. Przyjaźnił się z braćmi malarzami Agostino i Annibale Carracci. Jego uczniem był Girolamo Curti.